# Корона голівки члена
Корона голі́вки стате́вого чле́на (лат. Corona glandis penis) — окружність в основі голівки статевого члена, що виступає над глибокою борозною, якою закінчується шийка пеніса (лат. Collum glandis penis). На поверхні корони у деяких чоловіків можуть розвиватися невеличкі конусоподібні вирости — «перламутрові папули» (лат. Hirsuties papillaris genitalis). Перламутрові папули, вважаються нормальними варіаціями анатомії людини.
Так само корона голівки пеніса стає зоною ураження при спалахові інфекції ВПЛ (Вірусу папіломи людини) яка характеризується виникненням генітальних бородавок.